# Видоизменённый углерод
«Видоизменённый углеро́д» (англ. Altered Carbon) — американский научно-фантастический телесериал Лаэты Калогридис, основанный на одноимённом романе Ричарда Моргана, опубликованном в 2002 году и на его продолжениях. Премьера сериала состоялась 2 февраля 2018 года на Netflix. 27 июля 2018 года сериал был продлён на второй сезон; Энтони Маки заменил Киннамана в главной роли Такеши Ковача.
Съёмки второго сезона стартовали 4 февраля 2019 года под рабочим названием «Оболочки» (Sleeves), премьера состоялась 27 февраля 2020 года. После показа второго сезона Netflix отказался от съёмок третьего сезона.

## Сюжет
XXVII век. Сознание людей хранится в специальных носителях — «стэках», которые, при необходимости, загружаются в тела, рассматривающиеся лишь в качестве сосудов. Постепенно сформировался особый класс богатых долгожителей, «мафов» (в честь библейского Мафусала), которые нашли способ дополнительно копировать своё сознание на резервный носитель, «копирку»

## В ролях

### Такеши Ковач
| Актёр         | Оболочка                                                                 | Сезоны       | Сезоны    |           |
| Актёр         | Оболочка                                                                 | 1            | 2         |           |
| ------------- | ------------------------------------------------------------------------ | ------------ | --------- | --------- |
| Юэль Киннаман | Элиас Райкер                                                             | Регулярно    | Гость     |           |
| Байрон Манн   | Одна из оболочек Такеши Ковача, позднее использованная Дмитрием Кадминым | Периодически |           |           |
| Уилл Юн Ли    | Оригинальная оболочка Такеши Ковача                                      | Периодически | Регулярно | Регулярно |
| Энтони Маки   | Усовершенствованная армейская оболочка                                   |              | Регулярно |           |
| Джихе         | Певица                                                                   |              | Камео     |           |

### Основной состав
| Актёр                | Персонаж                                | Сезоны    | Сезоны    |
| Актёр                | Персонаж                                | 1         | 2         |
| -------------------- | --------------------------------------- | --------- | --------- |
| Рене Элиз Голдсберри | Кэллкрист Фальконер / Древняя           | Регулярно | Регулярно |
| Крис Коннер          | Эдгар По                                | Регулярно | Регулярно |
| Марта Игареда        | Кристин Ортега                          | Регулярно | Гость     |
| Дичен Лакмэн         | Рейлин Кавахара                         | Регулярно | Гость     |
| Ато Эссандо          | Вернон Эллиот                           | Регулярно | Гость     |
| Джеймс Пьюрфой       | Лоренс Бэнкрофт                         | Регулярно |           |
| Кристин Леман        | Мириам Бэнкрофт                         | Регулярно |           |
| Треу Трэн            | мистер Люн                              | Регулярно |           |
| Торбен Либрехт       | полковник Иван Каррера / Ягер / Древний |           | Регулярно |
| Лела Лорен           | Губернатор Даника Харлан                |           | Регулярно |
| Симон Миссик         | Трепп                                   |           | Регулярно |
| Дина Шихаби          | Бур 301                                 |           | Регулярно |

### Второстепенный состав
| Актёр            | Персонаж                        | Сезоны       | Сезоны       |
| Актёр            | Персонаж                        | 1            | 2            |
| ---------------- | ------------------------------- | ------------ | ------------ |
| Хэйли Лоу        | Лиззи Эллиот                    | Периодически | Периодически |
| Даниэл Бернхардт | Ягер                            | Периодически | Гость        |
| Марлен Форте     | Алазна Ортега                   | Периодически |              |
| Тамара Тейлор    | Омо Прескотт                    | Периодически |              |
| Адам Буш         | Мики                            | Периодически |              |
| Ольга Фонда      | Сара                            | Периодически |              |
| Валид Зуэйтер    | Самир Аббуд                     | Периодически |              |
| Хиро Канагава    | капитан Танака                  | Периодически |              |
| Мэтт Фрюэр       | Карнадж                         | Периодически |              |
| Тамо Пеникетт    | Дмитрий Кадмин                  | Периодически |              |
| Майкл Эклунд     | Дими Близнец                    | Периодически |              |
| Мэтт Бидел       | бандит / Абуэла / Дими Близнец  | Периодически |              |
| Антонио Марзиале | Айзек Бэнкрофт                  | Периодически |              |
| Клифф Чэмберлейн | Ава Эллиот                      | Периодически |              |
| Лиза Чэндлер     | Мэри Лу Хенчи                   | Периодически |              |
| Нил Макдонаф     | отец-основатель Конрад Харлан   |              | Периодически |
| Майкл Шэнкс      | отец-основатель Гораций Эксли   |              | Периодически |
| Джеймс Сайто     | отец-основатель Танаседа Хидеки |              | Периодически |
| Дэвид Кабитт     | отец-основатель Дуган           |              | Периодически |
| Виктор Зинк      | отец-основатель Антон Дуров     |              | Периодически |
| Кеван Оцдзи      | отец-основатель Харуки Окада    |              | Периодически |
| Шерон Тейлор     | Мика                            |              | Периодически |
| Сэн Мицудзи      | Танаседа Юкита                  |              | Периодически |
| Оливер Райс      | Матиас Стоун                    |              | Периодически |
| Мэтт Эллис       | Джошуа Кемп                     |              | Периодически |

## Список эпизодов

### Сезон 1 (2018)
Жестокий наёмник Такеши Ковач (Юэль Киннаман) просыпается спустя 250 лет после того, как его оригинальное тело было убито; Такеши является единственным солдатом, выжившим во время восстания против нового мирового порядка, произошедшего два с половиной века назад. Ему предоставляется выбор — провести остаток своих дней в тюрьме за свои преступления или же помочь раскрыть убийство самого богатого человека и «мафа» в мире, Лоренса Бэнкрофта (Джеймс Пьюрфой).
| № общий | № в сезоне | Название                                  | Режиссёр        | Автор сценария                  | Дата премьеры  |
| --- | ---------- | ----------------------------------------- | --------------- | ------------------------------- | -------------- |
| 1 | 1          | «Из прошлого» «Out of the Past»           | Мигель Сапочник | Лаэта Калогридис                | 2 февраля 2018 |
| Главный герой Такеши Ковач, был 'посланником', опасным солдатом армии, под предводительством воительницы Кэллкрист Фальконер по прозвищу «Древняя». За 250 лет до событий сериала Кэллкрист возглавила восстание против Протектората — мирового правительства, однако восстание провалилось, а судьба Кэллкрист осталось неизвестной. Такеши оказался единственным не пленённым и не убитым посланником, стал преступником, и оказался убит при попытке задержания, после чего его стэк был помещён в Алькатрас. Спустя 250 лет Такеши пробуждают в новой оболочке на Земле, его встречает лейтенант со вспыльчивым характером — Кристин Ортего. Она доставляет Такеши к тому, кто пробудил его — мафу Лоренсу Бенкрофту, одному из самых богатых людей в мире. Лоренс объясняет почему пробудил Такеши — он хочет раскрыть своё убийство с уничтожением стэка. Лоренс, однако, не умер в связи с тем, что его сознание копируется на спутник каждые 48 часов. Загрузившись в запасном теле, Бенкрофт забыл все события прошедших 2-ух суток, поэтому хочет узнать кто покушался на его жизнь. При этом версию своего самоубийства Бенкрофт отрицает, так как он 'не тот тип человека'. Ковач отказывается сотрудничать принимает наркотики и всячески отрывается пытаясь занять свою бесполезную жизнь. Через некоторое время его находит Кристин. Она предлагает выпить и пытается разговорить Такеши. После этого Такеши уходит в отель 'Ворон', которым управляет ИИ Эдгар По, увлекающийся культурой людей. В отеле Такеши настигают русские бандиты, но вместе с По ему удаётся всех перебить. В итоге Такеши уходит и в переулке хочет покончить с собой — он не видит смысла в жизни, так как его время прошло. Но ему является галлюцинация Кэллкрист и убеждает Такеши принять предложение Бенкрофта. |            |                                           |                 |                                 |                |
| 2 | 2          | «Падший ангел» «Fallen Angel»             | Ник Харран      | Стив Блэкмен                    | 2 февраля 2018 |
| Такеши исследует видео с угрозами, поступившие Бенкрофту за год и выделяет одно, на котором можно увидеть серийный номер винтовки. По ней Такеши выходит на Вернона Эллиота - бывшего солдата, который живёт в одиночестве в бедном районе. Завязывается драка, но Такеши удаётся выйти победителем. Он также выясняет, что Эллиот подключает стэк с сознанием своей дочери Лиззи, так как это единственный способ снова увидеть её. Мотив угроз заключался в том, что Лиззи была убита около борделя, в котором работала, и который нередко посещал сам Бэнкрофт. Тем не менее, Такеши считает, что Вернон непричастен к убийству. Тем временем Кристин расследует дело о сброшенной в залив девушке. Мать этой девушки, неокатоличка, очень беспокоится и настаивает на передаче ей тела, но, из-за нового закона о временном пробуждении жертвы для дачи показаний, тело так и остаётся в морге. Такеши посещает тот самый бордель, представляется матерью Лиззи в новой оболочке, и у одной из проституток по имени Элис выясняет информацию о том, что Бенкрофт увлекается садизмом, но редко переходит черту. На выходе из борделя Ковача подстерегает Вернон, но разборки прерываются грабителями, с которыми Такеши удаётся расправится. Прилетает Ортега и забирает Ковача, Эллиот уходит незамеченным. В итоге Такеши отпускает адвокат Бэнкрофта. Вернувшись в отель, Такеши встречает жену Бэнкрофта. Она соблазняет Ковача наркотиком, который выделяет её оболочка и занимается с ним сексом. Кристин решать достать стэк мёртвой девушки из залива, вопреки приказу начальства. |            |                                           |                 |                                 |                |
| 3 | 3          | «В укромном месте» «In a Lonely Place»    | Ник Харран      | Брайан Нельсон                  | 2 февраля 2018 |
| В начале показывается сестра Ковача — Рей и их тяжелое детство в котором отец часто избивал мать. Сестра и брат клянутся 'бороться с монстрами' вместе, то есть не покидать друг друга. В настоящем Ковач получает приглашение от Бэнкрофта на вечеринку на которой по его мнению может быть виновный в убийстве. На эту же вечеринку приглашают Кристин для того, чтобы следить за организацией боёв в невесомости, которые являются частью шоу. Ковач посещает Эллиота и предлагает ему помочь Лиззи в обмен на прикрытие на вечеринке. Эллиот соглашается, проводит Ковача к знакомому торговцу оружием, а затем приходит в отель 'Ворон' где отдаёт По стэк Лиззи. По, обучившийся нейрохирургии проникает в стэк Лиззи и начинает создавать уютную обстановку, благодаря чему Лиззи впервые за долгое время начинает говорить. На вечеринке присутствует много знакомых Бэнкрофту мафов, он просит проверить их и выделить подозрительных. Эллиоту удаётся устроится официантом в то время как Ковач отыгрывает роль знакомого Бэнкрофту мафа. Вскоре Такеши случайно находит потайную дверь, за которой находит дочь Бэкрофта в теле клона Мириам, занимающиеся сексом с одним из гостей. Так Такеши понимает, что один из детей Бэнкрофта мог получить доступ к сейфу с оружием через тело родителей. Пытаясь допросить сына Бэнкрофта, Такеши случайно навлекает на себя адвоката семьи, от которой знакомится с Кларисой Северин, искусствоведом и коллекционером. Гости показывают свои 'уникальные' предметы, которые Бэнкрофт просил взять с собой. Клариса показывает змею, в которую загружен разум преступника, но из-за примитивности организма, сошедший с ума. Бэнкрофт в конце показа объявляет свою уникальную вещь — Ковача, последнего посланника. Такеши понимает, что для Бэнкрофта он просто вещь, которой можно похвастаться. Гости проходят смотреть бой, и хотя, бьющиеся — супруги, бой крайне жесток, но мафов это лишь забавляет. Посреди боя Бэнкрофт вдруг объявляет, что если бойцы убьют Ковача, то получат улучшенные оболочки. Ковач побеждает обоих, но бой прерывает Кристин. Тем временем Эллиот проникает в комнату охраны, усыпляет охранника и скачивает данные, связанные с Лиззи. В конце Такеши приходит в бордель, чтобы поговорить с Элис. Та, со словами 'меня заставили', вкалывает транквилизатор Такеши. Приходят бандиты, убивают Элис и забирают Ковача. Ковача катят по белому помещению в окружении врачей. |            |                                           |                 |                                 |                |
| 4 | 4          | «Силы зла» «Force of Evil»                | Алекс Грейвз    | Рассел Френд и Гаррет Лернер    | 2 февраля 2018 |
| Такеши привозят в особую клинику для виртуальной пытки. Работники подключают Такеши и неизвестного человека в виртуальную симуляцию, в которой можно проводить допрос почти без ограничений. Неизвестный называет Такеши Рейкером и пытается выяснить зачем он пытался убить его. Такеши вспоминает как Кэллкрст тренировала его и других посланников сопротивлению виртуальным пыткам. Тем временем Кристин готовится праздновать день мёртвых. В её отдел приводят бандита и тот мешает Кристин говорить с матерью. За это Кристин вырубает бандита. Из-за праздника никто не хочет перемещать его тело в изолятор и Кристин делает это сама. Воспользовавшись этим, Ортего загружает в тело бандита разум своей бабушки, чтобы отпраздновать день мёртвых всей семьёй. Пытки Ковача ничего не приносят — он сопротивляется любому воздействию. Однако, оболочка дознавающего начинает глючить, из-за чего Ковач понимает что перед ним Дмитрий Близнец. Кэллкрист учила посланников, что виртуальная пытка может длиться бесконечно, но если сопротивляться достаточно долго, можно взять контроль над симуляцией. На семейном празднике возникает спор на тему того, что человеку дано лишь одно тело, а технологии, позволившие создать стэки были взяты у древних пришельцев, называемых Старейшинами, поэтому эти технологии завязаны на Дьяволе. Кристин считает, что загружать сознание мёртвого человека необходимо для дачи показаний. После праздника она уходит с бабушкой обратно в участок, чтобы вернуть оболочку. Бабушка говорит внучке, чтобы смерть часть жизни и просит больше её не загружать. Пытки ничего так и не принесли, поэтому Дмитрий хочет использовать последнее средство — особую форму пытки с использованием хищных насекомых, прогрызающих внутренности жертвы. Прямо во время этого Ковачу вновь является галлюцинация Кэллкрист, которая говорит ему прикинутся сломавшимся. Ковачу удаётся получить контроль над симуляцией и он останавливает себе сердце. В клинике Ковача возвращают к жизни, после чего тот убивает всех в клинике, включая Дмитрия. На выходе его встречает Эллиот, который искал его всё это время. Кристин приезжает в клинику, которую уже отцепила полиция и находит в руке обезглавленного Дмитрия устройство слежения, установленное ещё в первой серии. Придя в отель, она обвиняет Ковача в резне. Тот понимает, что Кристин следила за оболочкой Ковача, которую изначально звали Рейкером. Кристин поначалу отрицает связи с Рейкером, но когда Ковач начинает портить оболочку, рассказывает, что являлась его напарником, обещая рассказать больше. |            |                                           |                 |                                 |                |
| 5 | 5          | «Не тот человек» «The Wrong Man»          | Ута Бризевиц    | Невин Деншэм                    | 2 февраля 2018 |
| В начале серии показывают как в прошлом напарник Ортего Рейкер похищает системного оператора Протектората и допрашивает его с целью узнать у него информацию о сброшенной в залив девушке — Мэри Лу Хенчи. После смерти она оказалась неокатоличкой, то есть её нельзя вернуть для выяснения обстоятельств. Вскоре приходит Оргето и заявляет, что системный оператор не может знать такой информации. В отеле Ортего заявляет, что Рейкер не был продажным копом, а его подставили и с этим как-то связан Бэнкрофт. Ковач предлагает выяснить это у Димы Близнеца. Ковач приходит в дом Бэнкрофта, но находит там лишь его жену. Мириам предлагает большие деньги Ковачу если он откажется расследовать дело Бэнкрофта, так как он в итоге не даст Ковачу обещанного. Такеши всё же находит Бэнкрофта в общине больных военным вирусом нищих. Бэнкрофт посещает их, чтобы дарить надежду. Из-за обострившегося вируса, оболочка Бэнкрофта умирает и Ковач так и не успевает его расспросить. Вернувшись в отель, Ковач встречает напарника Ортего — Самира Аббуда. Тот говорит, что Ковач поплатится, если не защитит Ортего и что Самир сам об этом позаботится. После ухода Самира, По сообщает, что выяснил, что Бэнкрофт был в битводроме в день своей смерти. Заручившись помощью Ортего, Ковач навещает битводром. На плёнке видно, как сын Бэнкрофта — Айзек наблюдает за битвой, потом приходит сам Бэнкрофт и избивает его. В одной из капсул битводрома Ковач узнал своё оригинальное тело, которое было выращенно из ДНК одного посланника в мире Харлана. В доме Айзека Ковач и Ортего находят био принтер и несколько клонов отца Бэнкрофта. Оказалось, Айзек планировал выдавать себя за своего отца, что даёт Айзеку мотив. Ортего помогает защить случайно вскрывшуюся рану Ковача у себя дома. Заканчивается всё сексом. После, Ортего рассказывает как задерживали Рейкер, про Призрака на вечеринке Бэнкрофта и показывает его фоторобот, и отдаёт Ковачу стэк Мэри. Затем пара приходит в полицейский участок для допроса Димы. Дима отказывает говорить, а вскоре допрос прерывает Тамака — начальник Кристин. Дима с Кристин, Самиром и одним патрульным спускаются на лифте. Перед самым закрытием дверей Такеши узнаёт в патрульном того самого Призрака. Двери закрываются и начинается драка. В итоге Дима и призрак выходят победителями, но когда призрак целится в стэк Ортего, Самир из последних сил закрывает его собой. Стэк Самира оказывается уничтожен, но Кристин выживает. Дима и призрак уходят. Ковачу наконец-то удаётся прийти на нужный этаж и в открывшихся дверях лифта он видит едва живую Кристин, берёт её на руки и уходит. |            |                                           |                 |                                 |                |
| 6 | 6          | «Человек с моим лицом» «Man with My Face» | Алекс Грейвз    | Стив Блэкмен                    | 2 февраля 2018 |
| Ковач доставляет Ортего в больницу. Чтобы успокоить Ортего, он говорит, что Самир выжил. Из-за сильных травм, её правую руку приходится заменить протезом. В отеле 'Ворон' По продолжает сеансы нейрохирургии с Лиззи. В определённый момент он предлагает ей ударить его, так как искусственный интеллект не может чувствовать боль. Тут вмешивается Эллиот и сеанс завершается. Эллиот считает, что По вредит Лиззи, но тот лишь говорит, что возвращает девочке чувство защищённости и силы. Конфликт прерывается, когда Эллиот узнаёт, что Ортего в больнице. Он уходит навестить её и Ковача. Ковач разговаривает с внутренним голосом, который представляет в виде Кэллкрист. В этот момент приходит Эллиот, а По докладывает, что нашёл информацию о том, кто сливал деньги Айзеку за картины. Тем временем Дима Близнец говорит с тем, кто послал первого Близнеца схватить Ковача в отеле. Этот же человек оказался боссом Призрака. Неизвестному нужно, чтобы никто не тронул Ковача и поэтому Димы уберут туда, где он до него не доберётся. Сопровождать его будет Призрак, настоящее имя которого — Леонг. Ковач и Эллиот допрашивают Айзека и его сообщника, а после докладывают всё Бэнкрофту. Тот очень разочаровывается и уничтожает собственного клона кочергой. Тем не менее Ковач не считает Айзека убийцей, так как по собственному детству знает, что толкнуть сына на убийство отца может нечто совсем крайнее. Айзек же просто хотел утвердиться перед отцом. Во время сопровождения, Дима сбегает и выгружается в реплику тела Ковача из битводрома, в чём ему помогает его владелец — Карнадж. Ковач посещает Ортего, которая приходит в себя. Поначалу Ортего не довольна тем, что Ковач солгал о судьбе Аббуды и установил протез, но тут приходит Танака. Ковач ловит его на лжи об одном сотруднике по имени Микки. В итоге после допроса от Танако удаётся узнать, что нападение в лифте было запланированным и Танака об этом знал. Со связным Танака никогда не виделся, а только говорил в виртуальном кафе. Ковач и Ортего навещают это кафе, предварительно заставив Танаку организовать новую встречу. Ковач уходит в симуляцию, так как способности посланника могут позволить ему выглядеть как Танака. Но неизвестный, которым оказывается Босс Леонга быстро догадывается, что перед ним Ковач. В кафе проникает Дима в оболочке оригинального Ковача, убивает всех, а потом захватывает Ортего и Ковача. На битводроме их отправляют драться против модифицированных оболочек. После на арену выходит сам Дима. В какой-то момент Ковачу удаётся вытащить нож из своего тела и выдрать стэк Димы, а Ортего его уничтожает. Вскоре на арену выбегает разъярённая толпа, но некая фигура в балахоне спасает Ковача и Ортего. Фигура снимает капюшон и выясняется, что это сестра Ковача. |            |                                           |                 |                                 |                |
| 7 | 7          | «Бездомный пёс» «Nora Inu»                | Энди Годдард    | Невин Деншэм и Кэйси Фишер      | 2 февраля 2018 |
| Рейлин лечит Ковача у себя дома. Тот отключается, перед этим сообщая, что оболочку нужно сохранить любой ценой. Большая часть серии представлена как воспоминания Ковача о том, как он стал посланником. Такеши в детстве убивает своего отца. Отец убил мать Рейлин и Ковача и сбросил её труп в химическую жидкость, чтобы он растворился. Такеши допрашивает Ягер и предлагает ему завербоваться в КТГЗ. Также Ягер обещает, что о Рейлин позаботятся. Через некоторое время Ковача выгружают в его уже взрослое тело и отправляют на очередное задание — уничтожить лидера якудзы. Когда Ковач уже держит цель на прицеле, кто-то приставляет ему пистолет к стэку. Это оказывается Рейлин, Такеши узнаёт её по маминому кулону. Вместе они убивают всех оставшихся якудза и членов КТГЗ. Пара решает найти то, что они видели когда-то в лесу, чтобы сбежать с планеты. Во время остановки на ночлег их находит группа Кэллкрист. Та вербует Ковача на свою сторону вместе с сестрой. Кэллкрист и её люди живут в пещерах мира Харлана, там же расположено уникально дерево, которое Ковач увидит в доме Бэнкрофта через 250 лет. Вместе с Кэллкрист посланники тренируются физически и морально. Кэллкрист считает, что из-за стэков в мире появится особый класс людей, способный жить вечно, а значит вечно править со своей диктатурой. Покончить с этим можно при помощи специальной программы — Ахерона, которая, будучи загруженной в стэк, устанавливает предел жизни пользователя в 100 лет. Кэллкрист планирует подключиться к центральному ядру Харланда, а оттуда загрузить программу во все стэки сразу. Такеши идёт вместе с Кэллкрист и несколькими бойцами на операцию, но его хватают, он оказывается в том же виртуале где его 28 лет назад допрашивал Ягер. Но Кэллкрист входит в симуляцию и спасает Ковача. Рейлин предлагает сбежать, но Ковач отказывается бросать своих. На берегу озера Такеши встречает Кэллкрист и во время разговора выясняет, что она на самом деле создатель стэков, но с тех пор она сменила имя и скрылась, желая теперь исправить свою ошибку. На базу Кэллкрист нападают, распространяя вирус, заставляющий людей убивать друг друга. Такеши приходит слишком поздно, все его товарищи, кроме Кэллкрист и Рейлин, погибли. Такеши хватает оружие и сбегает, а Кэллкрист и Рейлин улетают, но их корабль оказывается сбит. В настоящее время Ковач просыпается и выясняет, что Рейлин загружалась в оболочки разных людей, чтобы следить за ним. Рейлин видит это и признаётся, что во время побега на корабле она пыталась убить Кэллкрист, и именно она раскрыла координаты её базы. По своим словам, делала она это только ради брата. |            |                                           |                 |                                 |                |
| 8 | 8          | «Стычка в ночи» «Clash by Night»          | Ута Бризевиц    | Брайан Нельсон                  | 2 февраля 2018 |
| Рейлин считает, что всё что она сделала ,позволило сохранить Такеши жизнь.Также она признаётся, что в облике Клариссы Северин убедила Бэнкрофта нанять именно Ковача. Но Такеши не прощает сестру — он любил Кэллкрист и верил в восстание. Тогда Рейлин заявляет, что для их счастья нужно избавиться от дела Бэнкрофта и для этого нужно свалить вину на кого-то. В случае отказа Рейлин поместить друзей Ковача в одну из пыточных клиник, которые принадлежат ей. Тем временем Кристин отправляют в принудительный отпуск благодаря старанию Прескотт. Однако она хочет выяснить личность фигуры в балахоне и для этого обращается к коллеге — Мики, попросив его проанализировать кровь на кулаке. Он решает помочь, хоть поначалу отказывает. Чтобы свалить вину, Ковачу нужно вытащить кое-кого из хранилища стэков. По пути туда Леонг говорит Ковачу, что мафы — современные боги и Рейлин — одна из них. Вытащив нужного человека, Такеши встречает Кристин, но убеждает её, что сейчас не находится в беде. Кристин замечает странное поведение, но уходит. Вытащенным человеком оказывается жена Эллиота — Ава, заточённая туда за хакерство. Её умения пригодятся для фабрикации доказательств. Ава также видится с Лиззи, которая делает успехи в терапии. Ковач крадёт стэки посланников, заражённые вирусом и просит Аву воссоздать этот вирус. Это успешно удаётся, после чего По подсовывает вирус через виртуальное пространство своему знакомому ИИ, которые заправляет борделем для извращенцев. Из-за вируса ИИ умирает. После этого Ковач докладывает Бэнкрофту, что нашёл 'убийцу' - Ому Прескотт. Такеши умело подтасовывает факты, находит мотив и ему удаётся убедить Бэнкрофта во лжи. Ому уводят, а Ковач получает обещанное. Оставшись один в комнате, он подходит к телескопу Бэнкрофта и настраивает его как в день смерти владельца. Телескоп указывал на висящий в небе огромный бордель. С помощью Мики, Кристин выясняет, что кровь на кулаке принадлежит связанному со станцией клонов человеку. Благодаря шантажу знакомого работника от туда, Кристин удаётся войти. Однако, Кристин запирают внутри. Вскоре многочисленные клоны Рейлин поочерёдно встают, управляемые её сознанием и атакуют Кристин, но её удаётся всех перестрелять, хоть при этом она оказывается ранена в живот. Неожиданно открывается дверь, за которой сидит маленькая плачущая девочка, чей облик Рейлин ранее применяла для слежки за Ковачем. Кристин говорит, что спасёт её. |            |                                           |                 |                                 |                |
| 9 | 9          | «Ярость в небесах» «Rage in Heaven»       | Питер Хор       | Рассел Френд и Гаррет Лернер    | 2 февраля 2018 |
| ПРаненная Ортего приходит в 'Ворон'. Ковач помогает ей лечить раны, но вскоре понимает, что это его сестра, принявшая оболочку Ортего. Она говорит, что Ортего посягнула на её семью и за это лишится своей. Ковач спешит в дом семьи Ортего, но не успевает — Леонг убил всех, даже детей. В кафе Ковач встречает Рейлин, показывает ей стэк Мэри Лу Хенчи и заявляет, что догадался, что Рейлин научилась религиозно кодировать стэки, что позволило сделать из Мэри и других проституток нео-католичек, а значит не позволить загрузить их для дачи показаний. Рейлин пытается убедить Ковача пойти с ней, но он уходит, сказав, что ему плевать на друзей. На улице Ковач садится в машину Мириам и улетает. Из отеля улетающим автомобилем следят Эллиот, По и Ава, а также... сам Ковач. За 18 часов до этого Ковач решает получить признание Рейлин. В отель приходит Мики — после смерти семьи Кристин он решил найти её саму. Ковач, однако, говорит всем уходить, так как ему нечего терять. Однако никто не уходит — Ковач помог им всем, поэтому теперь помочь решают ему. Ковач делает полную копию себя, устанавливает микрокамеру в глаз. По создаёт поддельную личность генерала для Эллиота. После встречи в кафе Рейлин убеждена, что потеряла брата, что даёт возможность проникнуть на 'Голову в облаках', которой она владеет. Так как Рейлин, подобно Бэнкрофту, может выгружаться в разные стэки, с помощью созданного ранее вируса можно оставить ей только её собственный. Внедрение Эллиота проходит успешно, после некоторых промедлений, оба оказываются у офиса Рейлин и проникают внутрь. Вирус успешно срабатывает и у Рейлин не остаётся выбора, кроме как рассказать все на запись. Она специально подставила Бэнкрофта, чтобы тот убил проститутку и склонил совет ООН отменить статью 653, так как эта статья мешала бизнесу Рейлин. Бэнкрофта удалось накачать жеребцом — наркотиком, увеличивающим мужскую агрессию. Передать наркотик удалось с помощью поцелуя Мириам — наркотик был не её губах. Затем Бэнкрофт убил одну проститутку и уничтожил её стэк, а Мэри Лу, увидев это, сбежала, а после спрыгнула с 'Головы в облаках', надеясь, что её стэк загрузят. Но Рейлин взломала религиозное кодирование, определив Мэри как нео-католичку. Бэнкрофт действительно склонил ООН для отмены статьи, но после, не в силах осознать что он по-настоящему убил человека, застрелился и забыл об убийстве. После конца рассказа в комнату врывается Леонг с охраной. |            |                                           |                 |                                 |                |
| 10 | 10         | «Убийцы» «The Killers»                    | Питер Хор       | Лаэта Калогридис и Невин Деншэм | 2 февраля 2018 |
| Ортего раз за разом переживает пытку от Леонга в виртуальном мире. В реальности Рейлин приказывает отследить источник взлома и таким образом выходит на отель 'Ворон'. Леонг вызывает смерть По из-за чего тот не может оборонять отель. В последний момент ему удаётся загрузить Лиззи в 'Голову в облаках' по её же просьбе. Мики пытается выхватить пистолет и его убивают. Оставшуюся Аву хватают и отвозят к Рейлин. Лиззи загружается в тело синта, способного менять внешний вид. Убив охранника и одного мафа-изврещенца она уходит искать Рейлин. Танака осматривает место преступления в отеле когда к нему приходит Омо. Она говорит, что знает где держат Ортего. Рейлин вытаскивает Ортего из виртуала и ставит вместе с Авой и Эллиотом на колени. Ковач должен выбрать кому погибнуть, иначе умрут все. Ковач находит выход — он хочет убить себя. Рейлин пытается отговорить его, но Ковач всё же жмёт на курок. Пистолет оказывается не заряжен. Рейлин уводит заложников и обещает, что когда-нибудь Ковач убьёт их всех. Во время перевода группа солдат Рейлин с заложниками натыкаются на Лиззи. Им удаётся перебить всех, кроме Леонга. Ортего приходит к Ковачу на помощь, завязывается драка, в ходе которой Ортего оказывается отрезана от кабинета Рейлин и остаётся один на один с Леонгом. Там временем семья Эллиотов вырубает электричество из-за чего корабль начнёт падать через несколько минут. Схватка Рейлин и Ковача идёт на равных, как и Леонга с Ортего. В какой-то момент Ортего валит Леонга и избивает его. Тут приходит полиция с Танако. Ортего вырезает стэк Леонга с помощью устройства, которым он вырезал стэки всей семьи Ортего. Ковач наносит Рейлин смертельную рану, но перед этим она пытается убедить его, что сделала копию Кэллкрист и может раскрыть её местонахождение. Ортего пытается открыть двери, но Ковач остаётся с умирающей сестрой когда корабль падает. Танака эвакуирует Ортего и всё семейство Эллиотов с корабля. После падания стэк Ковача всё же находят, но так как он сделал свою копию, остаться должен только один. Ковачи решают это на камень-ножницы-бумагу. В итоге выигрывает тот, кто бился с Рейлин. В поместье Бэнкрофтов Ортего включает запись с признанием Рейлин. Ковач рассказывает Бэнкрофту как всё было на самом деле, но тот не верит. Тогда Ковач говорит, что в заливе нашли стэк Мэри Лу и что после принятия статьи 653 она даст показания. Когда Бэнкрофт уже собирается уйти в руки полиции, вдруг приходит Лиззи и рассказывает оставшуюся часть головоломки — она работала проституткой в борделе, который посещал Бэнкрофт и забеременела от него. Решив рассказать это лично Лоренсу, Лиззи пришла в его дом, но там была только Мириам, поэтому Лиззи призналась ей. Хотя Мириам и предлагала деньги за молчание, Лиззи отказалась, из-за чего Мириам вышла из себя и забила Лиззи до выкидыша, а, чтобы скрыть это, поместила Лиззи в пыточную клинику 'Ви', что принадлежала Рейлин. Когда Лиззи сошла с ума, её выбросили в подворотне. Впоследствии Рейлин попросила услугу за услугу, а именно — нанести наркотик 'жеребец' на губы и поцеловать Бэнкрофта. Бэнкрофт заключает, что они погубили друг друга. В конце Ковач рассказывает что случилось дальнейшем: Ава Эллиот вернула свою оболочку с помощью Ковача и зажила счастливой жизнью со своей семьёй, 653 статью приняли, Рейкера оправдали, а сам Ковач прощается с Ортего, считая, что Рейкер заслуживает возвращения. Забрав свои вещи из пустого 'Ворона', Ковач уходит. |            |                                           |                 |                                 |                |

### Сезон 2 (2020)
Действие второго сезона разворачивается через 30 лет после событий, описанных в первом сезоне, на планете «Мир Харлана». Неизвестный жестокий убийца охотится на группу влиятельных мафов — «отцов-основателей». Мафы в панике, поскольку убийца не просто уничтожает стэк, но и стирает все резервные копии. А это означает окончательную смерть. Такеши Ковачу (Энтони Маки) придётся раскрыть серию загадочных убийств и встретиться лицом к лицу с призраками прошлого.
| № общий | № в сезоне | Название                                      | Режиссёр                | Автор сценария                  | Дата премьеры   |
| --- | ---------- | --------------------------------------------- | ----------------------- | ------------------------------- | --------------- |
| 11 | 1          | «Призрачная дама» «Phantom Lady»              | Киаран Доннелли         | Лаэта Калогридис                | 27 февраля 2020 |
| Спустя 30 лет после событий первого сезона, Ковач, вместе с выжившим, хоть и повреждённым По, скитается по мирам в поисках Кэллкрист. На планете Магда Прайм его настигает охотница за головами, так как её нанимателю нужна защита. В виртуале Ковач переговаривается с нанимателем. Это очень богатый и влиятельный маф и один из «отцов-основателей» планеты «Мир Харлана» Гораций Эксли. Он предлагает Ковачу работу своим телохранителем. Взамен он обещает предоставить армейскую боевую оболочку и раскрыть местонахождение Кэллкрист Фалконер. Ковач соглашается, однако после воплощения на родной планете в новой оболочке он оказывается один среди тел людей, убитых загадочным убийцей. У зеркала кто-то оглушает Ковача и наносит рану в плечо, но тот вскоре приходит в себя. Среди убитых и его наниматель Эксли, Ковач понимает, что теперь он главный подозреваемый в самом страшном преступлении в Протекторате — убийстве мафа. Вместе с По он отправляется на поиски убежища и по пути видит голограмму дочери Конрада Харлана, которая теперь является губернатором планеты. Она заявляет о перемирии с «кэллистами» — террористами с идеологией Кэллкрист, которые саботировали работу многих предприятий планеты. В своём офисе она обсуждает решение полковника Карреры остаться в мире подольше и поручает следить за ним. Такеши приходит к своёму бывшему боссу якудза Танаседе Хидеки и просит у него убежища. При помощи специальной технологии, По воссоздаёт отель «Ворон» из нанитов и Такеши остаётся в своём бывшем номере. Там он наносит себе ту же рану, что ему нанёс кто-то у зеркала. Это пробуждает воспоминания и Ковач вспоминает, что видел у зеркала Кэллкрист. |            |                                               |                         |                                 |                 |
| 12 | 2          | «Платёж отложен» «Payment Deferred»           | Киаран Доннелли         | Сара Николь Джонс               | 27 февраля 2020 |
| Каррера со своим отрядом приходит на место убийства Горация Эксли. Выяснив, что преступник носит армейскую оболочку и получив ориентир для биомаркеров, отряд убивает всех свидетелей. В отеле Ковач делится с По мнением о том, что кто-то украл оболочку Кэллкрист. По предлагает расспросить охотницу, убившую предыдущую оболочку Ковача, так как она может знать что-то про Эксли. Для этого По находит список всех преступников, но тут он начинает сбоить и он вспоминает Лиззи, после чего забывает несколько минут диалога. Такеши предлагает навсегда избавиться от этих провалов при помощи перезапуска нейросистемы, но По отказывается, так как в таком случае он забудет и Лиззи, и всё происходившее за последние 30 лет. Каррера докладывает губернатору Данике Харлан об убийстве Эксли и о том, что убийца уничтожил резервные копии. Он также считает виновными кэллистов, но Даника требует доказательств. Ковач находит охотницу по имени Трепп — ту самую, которая передала ему предложение работы от Горация Эксли. В её голове установлен специальный чип, способный взламывать электронику. Трепп рассказывает об Антоне Дурове и Харуки Окаде — партнёрах Эксли, которые могут что-то знать. Такеши хочет выяснить у По где их можно найти, но у того случается сбой и он забывает тему разговора. Ковач ставит ультиматум — или По перезагружается, или ищет нового владельца. В поисках информации Ковач вновь приходит к своему бывшему боссу Танаседе и узнаёт, что Дурова и Окаду можно найти на рынке душ — места массовой продажи чужих стэков. Танаседа также вносит Ковача в список гостей, что позволяет законно попасть в приват-зону. Благодаря сработавшему биомаркеру оболочки при проходе в приват-зону, Каррера узнаёт о местонахождении Ковача и отправляется с отрядом. Тем временем Трепп на весьма солидную сумму увеличивает награду за информацию о неком Аниле. Ковач рассказывает Дурову и Окаде про смерть Эксли и убеждает их дать ему увидеть его воспоминания. Подключив патч, Ковач видит как Кэллкрист жестоко убивает всех подряд на рынке и чертит на стене загадочный иероглиф. Отключившись, Такеши видит, как Кэллкрист убивает всех в клубе, в том числе и Дурова с Окадой. После небольшой схватки Такеши узнаёт в Кэллкрист её настоящую после использования ею коронного приёма с ловлей метаемого ножа. Тут врывается отряд Карреры, Ковач говорит Кэлл убегать, а сам оказывается задержан. |            |                                               |                         |                                 |                 |
| 13 | 3          | «Аллея кошмаров» «Nightmare Alley»            | Майкл Дж. Бассетт       | Майкл Р. Перри                  | 27 февраля 2020 |
| Каррера доставляет Ковача к Данике. После короткого допроса, она решает, что Ковач действовал один и приказывает поместить его в некий Круг. По, вспоминая про Такеши, решает ему помочь, для чего обращается к ИИ — Бур 301, которая раньше была археологическим ИИ, но теперь в её услугах никто не нуждается. Ковача собираются допрашивать, ему видится галлюцинация Рейлин, которая говорит, что Ковач из-за любви к Кэлл позволил себя схватить. Тут приходит Каррера и объясняет, что из памяти Такеши извлекут образы его любимых людей. По просит помощи у Трепп, но та отказывает, так как до этого Ковач отказался работать вместе. Тут Трепп получает наводку на горняка, который работал с Анилом и идёт его допрашивать. Из памяти Ковача получают информацию о Кристин Ортеге, Верноне Эллиоте, Рейлин Кавахаре и Кэллкрист Фалконер. Последние две повергают Карреру в шок. Он понимает, что перед ним сам Такеши Ковач — последний Посланник и срочно сообщает об этом Данике. Та считает опасность Посланника переоценённой, и не отменяет казнь. Трепп допрашивает горняка и узнаёт, что Анил сбежал в туннели после помещения в список подозреваемых в вербовке кэллистов. Каррера даёт понять Ковачу, что является Ягером — тем самым бойцом КТГЗ, который воспитал Ковача и принял его туда же. Ковача накачивают наркотиком и запускают в Круг — арену, созданную для развлечения жителей Харлана и казни одновременно. Поочерёдно на арену выходят бойцы, имеющие напечатанные на биопринтере оболочки тех, информацию о ком удалось извлечь из памяти жертвы. Первый боец выглядит как Ортега. Изначально Ковач не сопротивляется, но через некоторое время понимает, что перед ним не Ортега. Ковач убивает синта. Отличить искусственную оболочку помогает голубая кровь. Следующим выходит синт - Эллиот, и почти сразу же ещё один синт — Рейлин. Эллиота удаётся убить, но Рейлин затуманивает сознание Ковача и он не может её победить. Тут выходит последний синт - Кэллкрист. Каррера уточняет посылали ли его и получает ответ — нет. Настоящая Кэллкрист убивает Рейлин и помогает Ковачу. Их окружает спецназ протектората, но из-за отключившегося света (его отключила работница Круга, которая была кэллистом) им удаётся сбежать. Спецназ по ошибке убивает синта Кэллкрист. Кэлл и Ковач еле живые приходят в отель «Ворон», где По уже отчаялся что-либо сделать. Тем временем Трепп заперли за дебош, но её освобождает её любовница. Выясняется, что Анил — брат Трепп, поэтому она его ищет. Трепп открывает голограмму на руке, где высвечено имя Ковача и постоянно увеличивающаяся награда за его голову. Каррера приходит к разочарованной Данике, которая приказывает вырвать стэки сбежавшим. Уходящий Каррера приказывает активировать нечто, что называется «Эвергрин» (англ. «Вечнозелёный»). |            |                                               |                         |                                 |                 |
| 14 | 4          | «Тень сомнения» «Shadow of a Doubt»           | Майкл Дж. Бассетт       | Ким Сан Гю                      | 27 февраля 2020 |
| Кэллкрист объясняет Ковачу, что видела сон, в котором боролась буквально сама с собой. Также она не помнит оригинального Ковача и не знает откуда у неё вирус, уничтожающий стэки и резервные копии. Ковач решает бежать с планеты вместе с Кэлл. Трепп навещает отель, хотя По и заявляет, что об этом месте никто не знает. Трепп объясняет, что взломала незакрытое соединение. Впрочем, По стреляет в неё и оказывается, что это лишь голограмма. Ковач разозлён тем, что По забыл закрыть соединение и нанимает Бур к себе в напарники, отказываясь от услуг По. На улицах празднуется день Харлана – годовщина событий, когда несколько столетий назад Конрад Харлан высадился на этой планете. Даника не решает отменять праздник из-за смертей мафов. Ковач идёт к человеку, способному организовать побег с планеты. Тем временем Каррера приходит к Танаседе и угрозами убеждает привести к нему Ковача. В толпе Ковача находит Трепп, но тот убеждает её, что поможет найти Анила (Ковач заметил, что в день, когда Трепп получила стэки преступников, за Анила резко увеличилась награда). Дома у Трепп Ковач видит её сына в новой оболочке (старая подорвалась на мине). Из-за этого Трепп находится в тяжёлом материальном положении. Ковач предлагает ей работать вместе. Ягер навещает оригинального Ковача в виртуале и рассказывает, что скоро ему дадут задание. Нынешний Ковач договаривается с Танаседой об организации побега, а вернувшись в отель, застаёт Кэллкрист за чтением новостей о себе. Ковач убеждает её, что это лишь пропаганда и рассказывает о настоящих целях Кэллкрист. Танаседа приходит к Данике на празднование и просит два перемещения, не уточняя для кого. Передав подарок и собираясь уходить, он сталкивается с отцом-основателем Дуганом. Он говорит, что Танаседы не должно быть на праздновании, но тот лишь отвечает, что после всего, что они натворили, их обоих тут быть не должно. Каррера пытает Лилу — работницу Круга, освободившую Кэлл и Ковача, но по приказу Даники, заключённых переводят. По хочет произвести перезагрузку и в последний раз вспоминает Лиззи, но Бур останавливает его, заявляя, что может разработать базу данных из воспоминаний, сохранив личность По. Каррера приходит к Данике и просит выдать ему заключённых, но та игнорирует его. Дуглан случайно замечает, что в подарке от Танаседы была зарисовка некого знака, которую Кэллкрист рисовала на стене в воспоминаниях Эксли (Ковач хотел узнать значение рисунка и отдал его Танаседе). Тут Каррера замечает что-то странное у фейерверков и бежит туда. Оказывается, спецназ Протектората привязал заключённых к фейерверкам. Запущенные в воздух, фейверки оказывается взорваны системой обороны планеты («ангельский огонь»), которую возвели ещё Древние. Кэллкрист приходит к Танаседе и убивает его, так как тот является одним из отцов-основателей. Перед смертью он просит Ковача простить её. Крайне взволнованный Дуган пытается бежать с планеты, но в лифте на трансфер его настигает Кэлл. Ковач находит мёртвого Танаседу, и решает просмотреть его воспоминания. В них он видит некого человека, говорящего «кровь за кровь», и тут Ковача отключает Трепп, которая только прибыла по его же просьбе. В конце серии Кэлл взрывает станцию перемещения, а Каррера встречает оригинального Ковача в рамках плана «Эвергрин». |            |                                               |                         |                                 |                 |
| 15 | 5          | «Я просыпаюсь с криком» «I Wake up Screaming» | Джереми Уэбб            | Кортни Норрис                   | 27 февраля 2020 |
| Ковач утешает Кэллкрист, которая вновь забыла о совершённых убийствах. Каррера объясняет молодому Ковачу, что его «оригинал» предал своих и убил Рейлин, умолчав при этом о том, что сам когда-то продал её Якудзе. Молодой Ковач соглашается убить старого, для чего загружается в оригинальное тело. По и Бур решают, что у Кэлл раздвоение личности и для выяснения причин этого, По отправляется в симуляцию отрёкшихся. Даника находит видео, которое подтверждает, что Кэлл жива и приказывает его удалить. Каррера считает, что Даника не сможет утаить ситуацию, особенно когда транспортные каналы уничтожены. Кэллисты перехватывают видео и побуждают народ на новое восстание. Ковач решает прийти к ним через один знакомый ему ход. Правнук Танаседы — Юкито винит Ковача в смерти прадеда и решает проверить отель «Ворон». Молодой Ковач с отрядом следит за ним. Уже в отеле он убивает Юкиту, но находит лишь Бур, так как все остальные ушли. Кэлл, Ковач и Трепп посещают лавку её отца Лукаса ради припасов, а тем временем По посещает симуляцию посланников. Молодой Ковач взламывает Бур и приказывает ей рассказать куда ушёл старый Ковач. Бур называет серийный номер реле, который выводит отряд к лавке Лукаса. Около входа в туннель, Кэлл лично даёт Трепп пистолет специально, чтобы та убила её в случае очередной потери контроля. Молодой Ковач посещает лавку, но Лукас лишь упоминает переход, отказываясь говорить что-то ещё. Ковач убивает его и ломает его стек, после чего ведёт команду к переходу, так как знает лишь один такой. В симуляции По встречает Лиззи и пытается поговорить с Конрадом, но тот оказывается лишь фальшивой куклой, как и всё в симуляции. Из-за программного сбоя, По может причинять вред коду симуляции, поэтому его соглашаются отпустить. Вернувшись в отель, он помогает Бур оправиться от контроля. Тем временем Даника собирает совещание по поводу ввода чрезвычайного положения. Все голосуют за, что даёт Данике почти безграничную власть. В пещере у Кэлл происходит приступ и она вырубается, перед этим сказав, что ей было приятно убить Танаседу и она ощутила в этом справедливость. Ковач относит её к древу поющих ветвей и говорит Трепп остаться с ней, а сам уходит на поверхность. Трепп прикасается к дереву и тут её вырубает Кэлл. На поверхности Ковач встречает молодого себя. У них происходит бой, в конце которого молодой Ковач сталкивает в пропасть старого. |            |                                               |                         |                                 |                 |
| 16 | 6          | «Похорони меня мертвым» «Bury Me Dead»        | Джереми Уэбб            | Адам Лаш и Кори Учида           | 27 февраля 2020 |
| Кэлл прикасается к воде в озере у леса и вспоминает события восстания и оригинального Ковача. Молодой Ковач находит её и убеждает, что является оригиналом. Каррера требует убить Фалконер, но та упоминает некое оружие, которое может помочь против протектората. Ковач просит отвести его, отряд КТГЗ тайно следует за ними. Трепп приходит в себя и замечает на поверхности Ковача с Кэлл, но предпочитает не выдавать себя. Кэлл приводит Ковача к месту, где Рейлин оставила Кэлл 300 лет назад. Голограммы показывают записи того, как Рейлин издевалась над Кэллкрист, а Ковач начинает сомневаться в словах Карреры. Даника начинает лично наблюдать за отрядом Карреры. Трепп находит выжившего старого Ковача, повисшего на скале. Он не упал только из-за рефлексов выживания оболочки. Трепп взламывает камеры бойцов и зацикливает изображение, что позволяет устранить бойцов незаметно для Карреры. Кэлл приводит Ковача к Древу Поющих Ветвей, где она якобы спрятала оружие. Трепп и старый Ковач всё же терпят поражение, но на помощь приходят бойцы восстания с Джошуа Кэмпом во главе. Кэлл говорит, что выдумала оружие и поняла, что перед ней не тот Ковач. Случается драка, которую прерывают бойцы восстания. Всех, кроме Кэллкрист связывают ради безопасности, а саму Кэлл заставляют пройти испытание, которое докажет, что она та, за кого себя выдаёт. Кэлл успешно его проходит, но развязывают только Трепп, а старый Ковач, пользуясь случаем, рассказывает историю смерти Рейлин молодому Ковачу по его же просьбе. Старый Ковач говорит, что в самый последний миг она, казалось, осознала, кем стала. Трепп замечает на шее у Кэмпа стэк своего брата Анила, хотя Кэмп и заявляет, что не знал его. При помощи катушек она выясняет, что сообщение Ковача о помощи не доходило до кэллистов. Выясняется, что Кэмп — человек Даники и восстание — не более чем способ захватить власть. Кэлл, оба Ковача и Трепп убивают членов восстания, а Кэмпа забирают как доказательство того, что восстание — ложь. На поверхности отряд КТГЗ убивает Кэмпа, это видит Каррера на мониторах камер и Даника приказывает его арестовать. Остальным удаётся убежать и начать перестрелку с КТГЗ. В какой-то момент Кэлл начинает проявлять признаки приступа, и оружие Древних на орбите, ангельский огонь, начинает прицельно поражать членов КТГЗ, не трогая всех остальных. |            |                                               |                         |                                 |                 |
| 17 | 7          | «Опасный эксперимент» «Experiment Perilous»   | Салли Ричардсон-Уитфилд | Невин Деншэм                    | 27 февраля 2020 |
| Команда Даники находит на выжженной земле еле живого молодого Ковача. Тем временем в баре у Трепп укрылись все остальные. Кэллкрист испытывает сильнейший жар и из-за этого её оболочка может погибнуть. По ухаживает за Бур после её взлома, но тут Трепп просит помощи и оба отправляются в бар. Обследование показывает, что стэк Кэлл весь в странных красных нитях, как и стэк Анила. Даника приказывает подчинённому найти человека, способного выяснить значение символов, которые рисовала Фалконер, так как это может помочь контролировать орбиталы Древних. Чтобы выяснить природу нитей, Трепп загружается в стэк брата. В симуляции она видит, как Анил с отрядом кэллистов нашёл гроб, где была заточена Фальконер. Один из членов команды прикоснулся к обломанному корню Поющего дерева, после чего заразился чем-то. Вскоре заражение настигло остальных, а их стэки погибли. Ковач предполагает, что кто-то действительно сидит в стэке Кэллкрист. По предлагает загрузить Кэлл в оболочку, а «захватчика» загрузить в симуляцию и запереть там файрволом. Затем Ковач войдёт, чтобы узнать личность захватчика. Даника предлагает Каррере поймать Ковача в обмен на славу. Также ему дают взять обратно молодого Ковача. Трепп записывает сообщение своей жене — Мике, в котором рассказывает про судьбу брата. Сама Мика с их сыном Ти-Джеем хотят выгрузиться с планеты, но после сканирования стэка их обоих забирают. Молодой Ковач убеждает, что он всё ещё предан, и чтобы доказать это, заявляет, что оставил метку в коде Бур 30l, то есть её можно отследить. Ковач загружается в симуляцию, туда же загружается молодой Ковач и Каррера, так как сигнал удалось отследить. В симуляции он встречает Кэлл, но быстро определяет, что это не она. В реальности Трепп получает сообщение от Ти-Джея о том, что их с Микой куда-то уводят. Трепп перехватывает сигнал и заимствует пустующую оболочку Ковача, чтобы выяснить, что происходит. В симуляции Ковач дерётся с захватчиком и в процессе битвы просит рассказать что сделали отцы-основатели, чем заслужили окончательную смерть. Перед этим симуляция меняется и Карреру заваливает камнями. Захватчик даёт ответы на все вопросы. На самом деле древа Поющих Ветвей — носители огромной информации, способные вместить в себя целый разум. Разум захватчика находился в таком дереве и, прикоснувшись к нему, шахтёры-кэллисты позволили ему взять над собой контроль. Но тело обычных людей оказалось слабо, из-за чего шахтёры погибли. В то же время тело Фалконер, находившееся рядом, оказалось достаточно сильным и выдержало проникновение (Кэллкрист всю жизнь занималась расширением границ человеческого разума). Ковач понимает, что захватчик — представитель расы Древних. Каррера просит молодого Ковача его бросить и выполнить задание. Древний показывает последнюю часть головоломки — грех отцов-основателей. Во время первой высадки, Конрад, Танаседа и остальные обнаружили зародышей Древних, сокрытых в глубине планеты (сама раса исчезла, возможно из-за войн или бедствий). Конрад решил, что если доложить о найденной жизни Протекторату, то пропадёт весь смысл полёта к планете, занявший более половины его жизни. Несмотря на протесты Танаседы, Конрад и остальные убивают всех зародышей. Эта сцена вызывает у Древнего крик ужаса и отчаяния. Мику взяли из-за её археологического прошлого и знаний о Древних. Ей поручили выяснить значение символов Кэлл, в случае отказа пригрозив убить Ти-Джея. Даника лично приходит выяснить результаты. Мика отвечает, что символ обозначает «гнездо». Тут приходит Трепп в оболочке Ковача и убивает всех, кроме одного помощника Даники. Саму Данику убивает Мика, хотя в итоге губернатор вернётся в оболочке клона. Ковач понимает, что Кэлл сама решила помочь Древнему убить отцов-основателей, так как считала это справедливым. Древний просит отдать Кэлл ему для убийства последнего отца — Конрада. Ковач говорит, что не может отдать любимую, хоть и признаёт, что месть уместна, но такой ответ злит Древнего и он разрушает симуляцию, возвращая Ковача в реальный мир. Кэлл загружается и говорит, что дала тело в обмен на милосердие Древнего. К бару подходит группа КТГЗ с молодым Ковачем во главе. Бур понимает, что их отследили из-за неё и выгружается прочь, что сильно расстраивает По. В конце серии показано, как Каррера выбирается из-под завала и встречает Древнюю в её оригинальном обличии — зелёное существо с крыльями, множеством глаз и вытянутым черепом. Древняя нападет на Карреру и берёт его тело под контроль, а после выгрузки из-за ярости убивает одного работника Протектората. |            |                                               |                         |                                 |                 |
| 18 | 8          | «Сломанные ангелы» «Broken Angels»            | Салли Ричардсон-Уитфилд | Элисон Шапкер и Элизабет Падден | 27 февраля 2020 |
| КТГЗ хочет начать штурм бара, но всех убивает молодой Ковач — он всё же решил предать Карреру. Старый Ковач, хоть и без особого доверия, но всё же даёт своей молодой версии остаться. Группа определяет, что Древний сейчас проник в Карреру. Оставаться на месте нельзя, и Трепп предлагает вновь пойти к её отцу, это заставляет молодого Ковача оцепенеть. Даника загружается в клон, отчитывает сбежавшего с допроса Мики подчинённого и выясняет, что Каррера убил техников и украл препараты против синдрома смены оболочки. Тем временем Древний в теле Карреры посещает лавку артефактов древних, берёт там некий цилиндр и убивает владельца лавки. Кэлл говорит старому Ковачу, что проблемы исходят из их романа и выпуск Древнего — не исключение. В лавке у молодого Ковача не хватает духу признаться, что он убил своими руками Лукаса и Трепп думает, что он просто видел это, но не помешал. Трепп уходит, проклиная всю группу, так как из-за них она лишилась отца. Ангельский огонь начинает сдвигаться по всей планете с неизвестной целью. Ковачи и Кэлл решают сдаться Данике, чтобы договориться с ней и выйти на Конрада — если выдать последнего отца Древнему, тот, возможно, не станет уничтожать всю планету. Даника соглашается и даёт стэк Конрада — простреленный пулей. Даника сама убила отца, чтобы стать губернатором и выступить в дальнейшем против Протектората. По дают задание вычислить траекторию схождения Ангельского огня, но из-за сбоев он забывает про задание и выгружается в отель, где запускает программу Бур. Программа, визуально представленная в виде Лиззи, объясняет, что попытается восстановить память, но повреждения слишком сильны. Вскоре его находит старый Ковач, извиняется и уверяет его, что видит в нём предназначение. Кэлл говорит, что, возможно, ей придётся обрушить ангельский огонь на Древнего и на себя, после чего признаётся Ковачу, что несмотря ни на что, всё же любит его. Молодой Ковач пытается убедить Трепп вернуться, так как её катушки могут помочь повлиять на Ангельский огонь. Он даже признаётся в убийстве её отца. Трепп всё же решает не мстить и снова присоединяется к команде. По рассчитывает траекторию и определяет, что орбиталы сходятся над станцией выгрузки с планеты. Даника, Кэлл и старый Ковач отправляются в качестве парламентёров, в то время как Трепп и молодой Ковач остаются внизу. Цилиндрическая деталь позволяет направить Ангельский огонь по всей планете и Древний не собирается его отключать. Но тут Даника преклоняется перед ним и предоставляет стэк Конрада. Древний решает пощадить планету, но тут Даника достаёт спрятанный пистолет и открывает огонь по всем, то же самое делает КТГЗ внизу. Древний убивает Данику, но считает, что его предал и Ковач, поэтому активирует орбиталы вновь. Молодой Ковач приходит на помощь и Древнего в оболочке Карреры удаётся убить. По, наблюдавший за битвой, записывает последнее воспоминание и выгружается. Старый Ковач, не имея возможности самостоятельно нажать на спусковой крючок, делает это пальцем Карреры. Древний начинает загружаться в стэк Ковача и тот направляет ангельский огонь на себя, умирая безвозвратно. Молодой Ковач в отчёте указывает, что Кэллкрист была сожжена ангельским огнём, а старый Ковач погиб от рук молодого. Ему дают остаться. Трепп живёт спокойной жизнью с женой и сыном. По всё же приходится перезагрузиться, его навещает Бур и обнаруживает, что тот всё забыл. Она проводит анализ и выясняет, что разум По содержит копию стэка Такеши Ковача, которую По сделал за секунду до овладения стэком Така Древним и его самосожжением. Кэллкрист прощается с молодым Ковачем и выгружается с планеты. |            |                                               |                         |                                 |                 |

## Производство

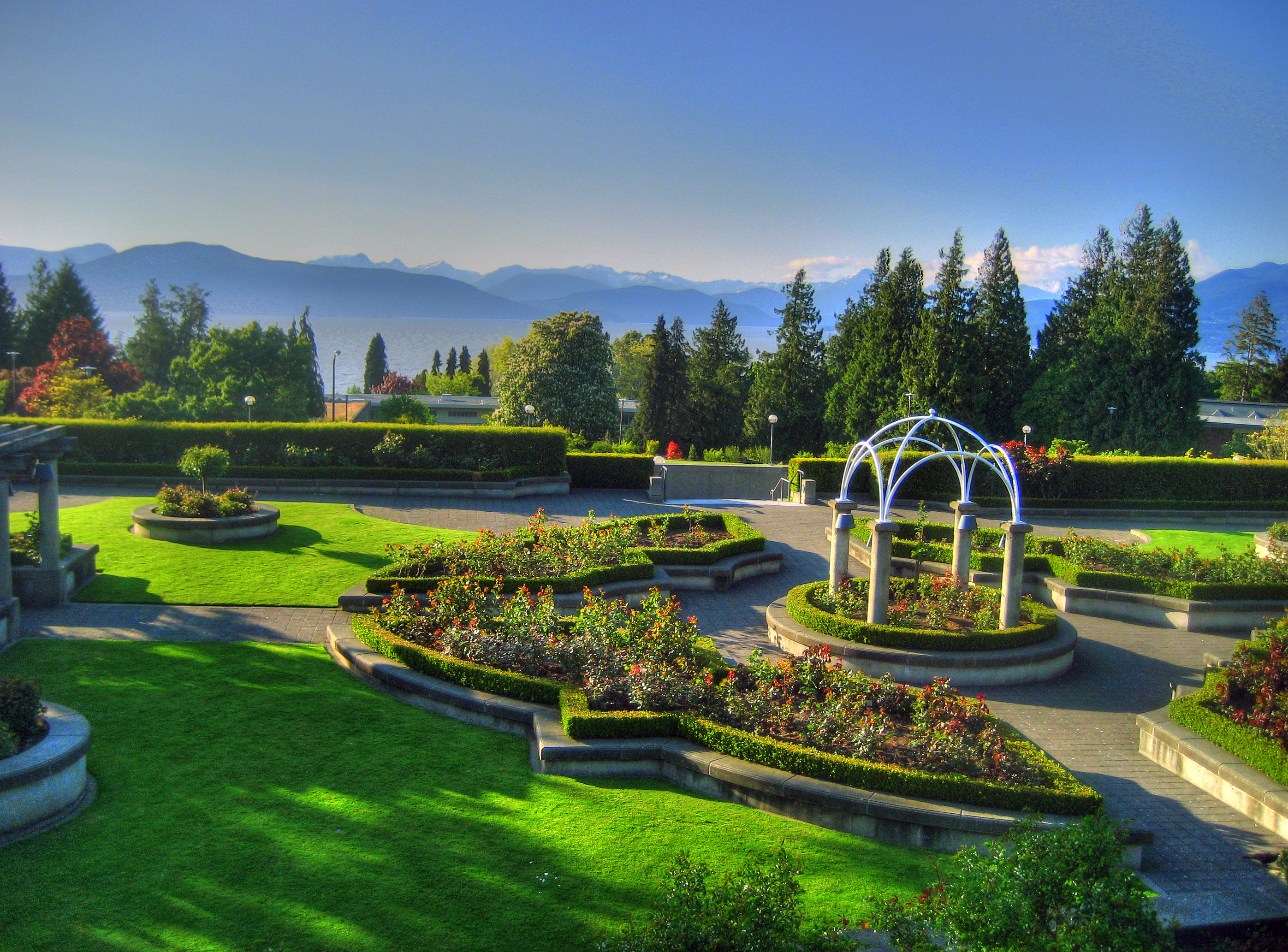
Сад роз Университета Британской Колумбии — место съёмок дома Бэнкрофтов

Сериал был заказан сервисом Netflix в январе 2016 года, через 15 лет после того, как исполнительный продюсер Лаэта Калогридис вела переговоры по экранизации романа в качестве полнометражного фильма. По словам Калогридис, сложность романа и жёсткий рейтинг R долгое время мешали продать концепт сериала студиям. Мигель Сапочник срежиссировал пилотный эпизод.

## Релиз
Премьера сериала состоялась 2 февраля 2018 года на Netflix. Официальный трейлер был выпущен 11 января 2018 года. Согласно рейтингу Нильсена, за первую неделю после выхода, премьерную серию посмотрели 6 млн зрителей в США. Сериал «Видоизмененный углерод» вошел в рейтинг лучших сериалов 2018 года, опубликованный редакцией сайта «Кинопоиск».